# Кровью и потом: Анаболики
«Кровью и потом: Анаболики» (англ. Pain & Gain) — американская чёрная комедия режиссёра Майкла Бэя по сценарию Кристофера Маркуса, Стивена Макфили и Скотта Розенберга. Фильм основан на истории реальной банды из Майами Sun Gym, которая в 1995 году совершила ряд жестоких похищений, вымогательств, пыток и убийств, на публикациях Пита Коллинса в газете Miami New Times 1999 года и его книге Pain & Gain: This Is a True Story (2013). Оригинальное название фильма обыгрывает английский афоризм No pain, no gain, слоган: «Их американская мечта больше твоей». Премьера в США состоялась 11 апреля 2013 года, в России — 25 апреля.

## Сюжет
1995 год, Майами, Флорида. Дэниел Луго только что выходит на свободу после тюремного заключения за мошенничество с Medicare. Владелец спортзала «Sun Gym» Джон Миз нанимает его тренером по фитнесу. Луго за шесть недель увеличивает число посетителей на 300 % и становится другом тренера Эдриана Дорбала, который из-за приёма стероидов ради достижений в бодибилдинге стал импотентом. Луго жаждет обрести богатство и роскошный образа жизни своего нового клиента Виктора Кершоу (Тони Шалуб), которого считает мошенником. После посещения тренингов мотивационного тренера Джонни Ву Луго решает стать «лузером» (англ. «do-er»), после чего pазрабатывает план похищения Кершоу и получения всего его состояния.
Луго берёт сообщниками Дорбала и Пола Дойла, который недавно вышел из тюрьмы и на фоне кокаиновой зависимости обратился в христианство. «Банда Sun Gym» безуспешно пытается похитить бизнесмена дома и в публичном месте, но позже выводит Кершоу из строя электрошокером возле принадлежащего ему гастронома и отвозит на небольшой склад, принадлежащий ему же. Похитители носят маски, а Луго скрывает свой голос, но Кершоу идентифицирует его по особому одеколону. Однако в остальном план идёт идеально: Кершоу под принуждением даёт ложные объяснения своему исчезновению, заставляет свою семью переехать из штата и подписывает документы, которые переводят его активы Луго. Тренер с помощью Джона Миза оформляет нотариальное заверение документов в отсутствие Кершоу, с помощью которых получает активы бизнесмена в банке и спонсирует Sun Gym.
Преступники понимают, что после всего случившегося нельзя оставлять Кершоу в живых. Луго решает инсценировать автомобильную катастрофу, напоив бизнесмена и разбив его BMW. Однако пленник выживает, и банда сжигает машину вместе с ним внутри, после его побега банда дважды переезжает его тело и оставляет умирать. Но Кершоу выживает и попадает в больницу. Члены банды Sun Gym начинают делить полученное богатство. Луго забирает машину и дом в элитном пригороде Майами; Дорбал женится на медсестре Робин, а Дойл отказывается от всех ограничений и религиозных ограничений ради кокаина и своей новой девушки-стриптизёрши Сорины Луминици.
Кершоу сообщает о случившемся в полицию, но из-за его отталкивающего поведения, наличия алкоголя в крови и южноамериканского происхождения они не верят его странной истории. Затем он связывается с отставным частным сыщиком Эдом Дюбуа, который отказывается брать дело и советует Кершоу побыстрее покинуть больницу, прежде чем банда снова попытается его убить. Бизнесмен прячется в дешёвом мотеле, а спустя время Дюбуа решает взяться за дело и начинает следить за преступниками. Он посещает спортзал Sun и встречается с Луго, который становится подозрительным после того, как Дюбуа упоминает имя Кершоу.
Когда Кершоу в ярости звонит Мизу по поводу украденных денег, Луго, Дойл и Дорбал определяют адрес телефона, с которого был совершён звонок; однако они прибывают в мотель слишком поздно, ведь их жертва успела убежать на заброшенный бейсбольный стадион. Когда Луго и Дорбал обнаруживают, что комната оплачивалась с кредитной карты Дюбуа, они решают похитить его из дома. Однако план не удаётся исполнить, так как Дюбуа после беседы с полицейским начальством о деле Кершоу возвращается домой с сопровождением.
Дюбуа получает звонок от своего клиента и забирает его со стадиона к себе домой. Тем временем растративший свою долю Дойл решает ограбить инкассаторов, но ему ничем не удаётся поживиться, он лишь чудом избегает ареста и лишается пальца ноги. Он и Дорбал, который потратил деньги на лечение импотенции, будущую свадьбу с Робин и новый дом, объясняют Луго необходимость заработать ещё денег.
Они выбирают своей целью владельца компании по оказанию услуг секса по телефону Фрэнка Григу. После многообещающей встречи в особняке Григи банда приглашает его с супругой Кристину Фуртон в дом Дорбала, чтобы представить перспективный бизнес-проект. Грига настаивает на встрече с кем-то более старшим и ставит под сомнение деловую смекалку Луго. Тот в злости нападает на Григу и случайно убивает его диском от штанги. Кристина узнаёт о случившемся и пытается застрелить Луго, но Дорбал вводит ей мощный транквилизатор. Луго и Дойл пытаются использовать полученный от неё шифр от сейфа, но комбинация не работает. Когда Кристина просыпается и пытается убежать, Дорбал делает ей вторую инъекцию, случайно вызывая у неё смертельную передозировку.
Луго и Дорбал покупают оборудование для расчленения и утилизации тел, складывая части тел в бочки с маслом (которые они опускают в уединенное болото за пределами Майами), в то время как Дойл сжигает их руки на гриле для барбекю, чтобы удалить отпечатки пальцев. Дойл, обеспокоенный насилием, которое он совершил, покидает банду и возвращается к священнику в церковь. Полиция узнала об исчезновении Григи и Кристины и, опираясь на показания Дюбуа, разработала план по аресту банды Sun Gym.
Полиция арестовывает Дойла в церкви, Дорбала дома и Миза в спортзале. Луго, также находящийся в спортзале, замечает приближающуюся полицию и убегает. Несмотря на то, что его сбила полицейская машина, он уплывет на скоростном катере. Кершоу и Дюбуа предполагают, что Луго пытается найти скрытый офшорный банковский счет на Багамских островах. Луго удаётся сбежать от полиции из банка, но Дюбуа из пистолета попадает ему в ногу, а Кершоу его сбивает машиной и помогает властям задержать своего обидчика.
Луго возвращается в США и вместе с Дойлом, Дорбалом и Мизом предстаёт перед судом. В ходе процесса Дойл полностью признаёт свою вину и даёт показания против своих соратников, а Робин за ночь до слушаний разводится с Дорбалом и с удовольствием даёт показания против него. Суд признаёт всех четверых виновными.
Финальные титры рассказывают о дальнейшей судьбе главных геров:
- Даниэль Луго был приговорен к смертной казни и 30 дополнительным суткам тюремного заключения за оскорбления тюремного охранника.
- Эдриан Дорбал был приговорён к смертной казни.
- Пол Дойл за своё признание получает 15 лет тюрьмы, из которых отсидел 7 лет. После освобождения он просит прощения за содеянное и возвращается в христианство.
- Джон Миз был приговорён к 15 годам тюрьмы, где и умер.
- Имя Виктора Кершоу было изменено в фильме с целью его защиты.
- Имя Сорины Луминицы было изменено в фильме с целью её защиты. Она так и не стала киноактрисой.

Фильм кончается словами Луго «Это и есть американская мечта».

## В ролях
- Марк Уолберг — Дэниел Луго[6]
- Дуэйн Джонсон — Пол Дойл[6]
- Энтони Маки — Эдриан Дорбал[7]
- Тони Шалуб — Виктор Кершоу[8]
- Эд Харрис — Эд Дюбуа[9]
- Майкл Рисполи — Владислав Грига
- Роб Кордри — Джон Миз[10]
- Ребел Уилсон — Рамона Элдридж[11]
- Тони Плана — капитан Джордж Лопес[12]
- Бар Пали — Сорина Луминица[8]
- Кен Джонг — Джонни Ву[13]
- Эмили Разерфорд — Синтия «Сисси» Дюбуа
- Петер Стормаре — доктор
- Владимир Кличко — камео

## Подбор актёров
- Джон Туртурро и Альберт Брукс рассматривались на роль Виктора Кершоу.[14]

## Отзывы
Фильм разделил журналистов на два лагеря: одни утверждали, что Бэй в очередной раз показал, что не обладает режиссёрским талантом, другие, более позитивно настроенные, заявляли, что «Кровью и потом» — лучший, самый амбициозный и провокационный фильм Бэя. На сайте Rotten Tomatoes средний рейтинг составляет 50 %. На Metacritic — 45 %.
CinemaScore — фирма, занимающаяся исследованием рынка, — проводила опрос зрителей на выходе из кинотеатра в течение открывающего уик-энда. Так, средняя оценка кинозрителей была «три с плюсом» по пятибалльной шкале.
Невзирая на неоднозначное принятие картины кинопрессой, при подведении киноитогов года она вошла в ряд списков лучших фильмов 2013 года, в том числе по версиям изданий Village Voice, Vanity Fair и The New York Times.